# Bonamia jiviorum
Bonamia jiviorum är en vindeväxtart som beskrevs av J.R.Grande. Bonamia jiviorum ingår i släktet Bonamia och familjen vindeväxter. Inga underarter finns listade i Catalogue of Life.